# دهستان قصبه غربی
قصبه غربی، دهستانی است از توابع بخش مرکزی شهرستان سبزوار استان خراسان رضوی ایران. مرکز این دهستان روستای تاریخی خسروجرد است.

## جمعیت
جمعیت این دهستان بر اساس سرشماری سال ۱۳۸۵ جمعیت آن ۸٬۷۰۱ نفر (۲٬۵۸۹ خانوار)
بوده است.